# Kanton Saujon
Der Kanton Saujon ist seit 1790 ein französischer Wahlkreis im Département Charente-Maritime und in der Region Nouvelle-Aquitaine. Er umfasst Gemeinden aus den Arrondissements Saintes und Rochefort. Im Rahmen der landesweiten Neuordnung der französischen Kantone wurde er im Frühjahr 2015 verkleinert.

## Gemeinden
Der Kanton besteht aus neun Gemeinden mit insgesamt 31.313 Einwohnern (Stand: 1. Januar 2022) auf einer Gesamtfläche von 49,23 km²:
| Gemeinde               | Einwohner 1. Januar 2022 | Fläche km² | Dichte Einw./km² | Code INSEE | Postleitzahl | Arrondissement |
| ---------------------- | ------------------------ | ---------- | ---------------- | ---------- | ------------ | -------------- |
| Corme-Écluse           | 1.278                    | 17,49      | 73               | 17119      | 17600        | Saintes        |
| Le Chay                | 836                      | 12,01      | 70               | 17097      | 17600        | Saintes        |
| L’Éguille              | 909                      | 5,49       | 166              | 17151      | 17600        | Rochefort      |
| Médis                  | 3.041                    | 23,46      | 130              | 17228      | 17600        | Saintes        |
| Sablonceaux            | 1.413                    | 22,09      | 64               | 17307      | 17600        | Saintes        |
| Saint-Romain-de-Benet  | 1.777                    | 32,78      | 54               | 17393      | 17600        | Saintes        |
| Saint-Sulpice-de-Royan | 3.417                    | 20,81      | 164              | 17409      | 17200        | Rochefort      |
| Saujon                 | 7.314                    | 18,07      | 405              | 17421      | 17600        | Saintes        |
| Semussac               | 2.532                    | 24,85      | 102              | 17425      | 17120        | Saintes        |
| Kanton Saujon          | 22.517                   | 177,05     | 127              | 1722       | –            | –              |

Von 1801 bis 2015 bestand der Kanton aus 13 Gemeinden: Balanzac, Le Chay, La Clisse, Corme-Écluse, Corme-Royal, Luchat, Médis, Nancras, Pisany, Sablonceaux, Saint-Romain-de-Benet, Saujon und Thézac.
Sein Zuschnitt entsprach einer Fläche von 197,75 km2. Er besaß vor 2015 den INSEE-Code 1736.

## Politik
| Vertreter im Departementrat | Vertreter im Departementrat       | Vertreter im Departementrat |
| Amtszeit                    | Namen                             | Partei                      |
| --------------------------- | --------------------------------- | --------------------------- |
| 2004–2015                   | Pascal Ferchaud                   | PRG                         |
| 2015–                       | Pascal Ferchaud Ghislaine Guillen | PRG                         |